# سعيد أحمد العشري
سعيد أحمد العشري (مواليد 15 أغسطس 1949) هو ملاكم مصري، مثّل بلاده في الألعاب الأولمبية الصيفية في دورتي 1972 و1976.

## روابط خارجية
سعيد أحمد العشري على موقع أوليمبيديا (الإنجليزية)